# HTC One (M8)
El HTC One M8 es un teléfono inteligente con sistema operativo Android fabricado y comercializado por HTC. Tras una serie de filtraciones que se produjeron durante los meses anteriores, el HTC One de segunda generación fue presentado el 25 de marzo de 2014, y estuvo disponible para su adquisición el mismo en el operador estadounidense Verizon, y por otras compañías de Canadá y Estados Unidos en línea. 
El nuevo modelo mantiene un diseño similar al HTC One de primera generación, pero cuenta con un chasis redondeado más grande que incorpora una pantalla 1080p de 5 pulgadas, un procesador quad-core Qualcomm Snapdragon 801, un sensor de profundidad de campo que se puede utilizar para volver a enfocar de forma individual y aplicar varios efectos a los elementos de primer plano y de fondo de las fotos tomadas con la cámara del dispositivo, una cámara frontal con mayor resolución, mejoras de los altavoces frontales estéreo, almacenamiento expandible, nuevas funcionalidades por gestos, y una versión actualizada de software HTC Sense.
En agosto de 2014, HTC dio a conocer una variante con el sistema operativo Windows Phone 8.1 en lugar de Android, con el objetivo de adaptar la experiencia del sistema operativo para el dispositivo "sin ningún compromiso". El HTC One M8 recibió críticas en su mayoría positivas, con especial por las mejoras en el diseño dentro de su hardware y software, y sus mejoras internas en comparación con su predecesor. Algunas críticas estuvieron enfocadas en la calidad de imagen de la cámara principal, y la calidad desigual de los efectos activados por el sensor de profundidad.

## Desarrollo
A pesar de que fue una vez un fabricante líder de teléfonos inteligentes en términos de cuota de mercado, HTC ha tenido problemas recientemente en la estela de otros fabricantes como Samsung y Apple, debido sobre todo a su alcance de comercialización más amplio. Como era común durante los primeros años de Android, HTC fabricó un gran número de dispositivos exclusivos a para varias grandes compañías estadounidenses, que asumieron el papel de su comercialización. En 2013, HTC decidió lanzar un solo dispositivo buque insignia, el HTC One, a través de múltiples operadoras, y manejaron gran parte de su comercialización y promoción. Mientras que fue aclamado por la crítica, el lanzamiento de el One (a pesar de haber sido considerado el mejor en la historia de la compañía por el presidente de su división de América del Norte) se ve obstaculizada por problemas de la cadena de suministro, y se consideró en última instancia, para ser comercialmente infructuoso. HTC siguió perdiendo cuota de mercado, y en octubre de 2013, tuvo su primera pérdida trimestral que se atribuyó a la mala comercialización. Como resultado, HTC planeó "aprovechar el impulso" y el éxito crítico del HTC One para hacer una versión actualizada para 2014, profundizando en los conceptos introducidos por el modelo anterior. La compañía también planea lanzar un "espectro mucho más amplio de productos" en el año 2014, mediante la colocación de un mayor enfoque en el mercado de teléfonos inteligentes de gama media con dispositivos como el Desire 816.
Detalles acerca de un posible sucesor de HTC One, con el nombre clave "M8", primero se filtró en noviembre de 2013. Fotos publicadas por un usuario del foro chino Baidu Tieba revelaron una parte del chasis unibody que también cubría los bordes del dispositivo (eliminando la necesidad de moldeo por inyección), y un segundo agujero por encima de la cámara en la parte posterior del dispositivo especulado a ser un lector de huellas digitales o una segunda cámara. En diciembre de 2013, el HTC One Mini se prohibió su venta en el Reino Unido como el resultado de una demanda por violación de patentes por parte de Nokia. Mientras que el actual HTC One de ese momento también se vio afectado por la sentencia, su prohibición de las ventas fue suspendida por el tribunal a la espera de una apelación, ya que el juez ha indicado que la prohibición de las ventas del HTC One tendría un efecto negativo en la empresa, ya que preparaba un nuevo modelo, que se supone que no infringía las patentes, para el lanzamiento en febrero o marzo de 2014.
En enero de 2014, Bloomberg News informó que el M8 llevaría un diseño similar al modelo anterior, pero con una pantalla más grande de al menos 5 pulgadas de tamaño, y que el teléfono contaría con dos sensores de imagen para proporcionar un mejor enfoque, profundidad de campo y calidad de imagen. En febrero de 2014, una serie de filtraciones ocurrieron. La primera, por un sitio web ruso en Twitter, reveló la parte trasera del M8 y confirmando los primeros informes sobre su diseño y su doble cámara, con un flash de doble tono. Otra filtración por evleaks reveló una versión actualizada de HTC Sense, conservando la pantalla de inicio BlinkFeed, y que aparecían los botones integrados en la pantalla. En marzo de 2014, una filtración importante ocurrió con el lanzamiento de un video de 12 minutos de duración por un usuario de YouTube, que detalla del dispositivo HTC Sense 6.0 y la inclusión de una ranura para tarjetas microSD.
En febrero de 2014, HTC comenzó a liberar una serie de videos teaser que promueven un evento de lanzamiento para el nuevo HTC One el 25 de marzo de 2014. Cada video contó con una explicación muy técnica de las características comparándolas con el One original por un ingeniero, una explicación simplificada por otra persona, seguido por el ingeniero divulgando información censurada sobre el nuevo modelo.

## Revelación y lanzamiento
El nuevo dispositivo, llamado oficialmente HTC One (M8) o el nuevo HTC One, se dio a conocer durante una conferencia de prensa el 24 de marzo de 2014, que se celebró simultáneamente en Londres y Nueva York. El teléfono fue puesto en libertad el mismo día, poco después de la conferencia de prensa, y Verizon Wireless comenzó a ofrecer el nuevo One en sus puntos de venta, mientras que un número de las principales compañías en Canadá y los Estados Unidos comenzó a ofrecer el dispositivo para su compra en línea con una amplia disponibilidad al por menor en América del Norte para el 10 de abril. El dispositivo fue lanzado en otras áreas a través de 230 compañías en más de 100 países alrededor de finales de abril.
Está disponible en gris, plata y oro ámbar. En los Estados Unidos, el modelo de oro se venderá exclusivamente por el minorista Best Buy.

## Especificaciones

### Diseño
El diseño general de la segunda generación del One se parece mucho a la primera generación, el modelo de 2013, con un marco de aluminio unibody, altavoces frontales duales, y un soporte de metal pulido. A diferencia del modelo anterior, sin embargo, su marco incorpora cantidades más pequeñas de policarbonato, la elección de una construcción totalmente de metal con una forma más curvada (en lugar de un bisel de plástico). Si bien es el mismo grosor que el modelo anterior, es ligeramente más pesado debido a las diferencias en su construcción. Situado en la parte superior del dispositivo está el botón de encendido con un emisor IR integrado.; el botón de encendido se movió hacia el lado derecho, mientras que algunas antenas están siendo alojadas detrás de una banda de plástico que también se encuentra en la parte superior. En la parte inferior del dispositivo se encuentra un puerto micro USB 2.0 compatible con la tecnología de Qualcomm QuickCharge 2.0 y un conector para auriculares. A diferencia del One de 2013, el One de 2014 utiliza tarjetas nano-SIM para ahorrar espacio interno, y con la posibilidad de modelos de doble SIM en mente. El dispositivo utiliza los botones integrados en pantalla que consta de las teclas de "Volver", "Home", y "Aplicaciones recientes", en lugar del par de botones físicos capacitivos utilizados por el modelo anterior. El diseño anterior había sido criticado por ser irregular, y causando una barra de color negro que se produzca en la pantalla si una aplicación requiere la clave en desuso "Menú" en violación de Android Human Interface Guidelines.

### Hardware
El hardware del modelo de segunda generación se mejoró en comparación con su predecesor, el uso de un procesador a 2.3 GHz quad-core Snapdragon 801 con 2 GB de RAM y una pantalla táctil de 5 pulgadas 1080p Súper LCD 3 con una densidad de píxeles de 441 ppi, protegida por Gorilla Glass 3 con un revestimiento de resistencia al rayado. El dispositivo viene con 16 ó 32 GB de almacenamiento interno, y también incluye una ranura MicroSD de hasta 128 GB de almacenamiento adicional. Los altavoces estéreo BoomSound también mejoraron con recintos más profundos, un amplificador más grande, y un DSP actualizado para una mejor calidad de sonido. También incorpora un sensor de seguimiento de movimiento discreto.

### Cámara
La cámara principal se mantuvo relativamente sin cambios, utilizando un sensor de imagen "UltraPixel" compuesto por píxeles de 2.0 µm de tamaño. El sensor UltraPixel se ha actualizado para proporcionar una mejor precisión de color en las fotografías iluminadas, y el dispositivo ahora incluye un flash de doble tono. La cámara principal está acompañada por una segunda, un sensor de profundidad de campo de 2 megapíxeles situado directamente encima de la cámara principal como una parte del sistema "cámara Duo" del dispositivo. El sensor analiza la distancia y posición de los elementos dentro de una foto, y genera un mapa de profundidad, que está incrustado dentro de cada foto. 
El mapa de profundidad, junto con otra información, se puede utilizar para generar efectos 3D, aplicar filtros de forma individual a diferentes partes de la imagen, como desenfocar el fondo para enfocar un objeto en primer plano, o copiar y pegar una objeto a partir de una foto en otra, similares a los disponibles con una cámara Lytro. A mediados de abril, HTC lanzó un kit de desarrollo de software que permite a otras aplicaciones que se aprovechan del sistema de mapas de profundidad, y declaró que el SDK será utilizada por la aplicación de la cámara en el Google Play edition.
A diferencia del modelo anterior, la cámara no soporta la estabilización óptica de imagen, ya que los desarrolladores consideran que es "incompatible" con el nuevo sistema de sensor de profundidad. Fue sustituido por características de "estabilización inteligente" habilitadas por el sensor de profundidad. La interfaz de la cámara del sistema operativo también se simplificó, con un nuevo menú para cambiar de foto, video, Zoe, y modos Pan 360, y una interfaz de configuración revisada.

### Software
El dispositivo viene con una versión personalizada de Android 4.4.2 "KitKat", utilizando la versión 6.0 de la suite de software HTC Sense. Apodado el "sexto sentido”, que se basa en el diseño de Sense 5 con un diseño más minimalista, temas de color, y optimizaciones para pantallas más grandes y características de transparencia de Android 4.4. Se ha añadido un nuevo sistema llamado "Motion Launch" que permite a los usuarios encender la pantalla pulsando dos veces en el dispositivo, y permite desbloquear directamente a BlinkFeed, la pantalla de inicio, o el modo de marcación por voz tocando la pantalla y arrastrando en direcciones específicas. Al pulsar el botón de volumen mientras sostiene el teléfono en posición horizontal se lanzará la aplicación de la cámara. Un "extreme power saving mode", también se añadió, que limita el uso de CPU y desactiva aplicaciones no esenciales, servicios y sensores para la conservación de la batería cuando está en un nivel bajo; el modo sólo permite acceder al teléfono, mensajería, correo electrónico, calendario, aplicaciones de calculadora, y desactiva la multitarea.
BlinkFeed se ha actualizado con un diseño revisado, que sólo ahora se muestra el reloj de tiempo si está configurado como la pantalla de inicio por defecto, y ahora también permitirá a los desarrolladores de terceros para agregar fuentes de contenido a través de un SDK; Fitbit (cuya aplicación, también pre-cargado en el dispositivo, se puede integrar con su centro de operaciones del sensor como un podómetro) y Foursquare fueron anunciados como los socios de lanzamiento del SDK. La funcionalidad HTC Share ha sido sustituida por una dedicada aplicación Zoe, que permite a los usuarios colaborar en carretes. La aplicación TV se actualizó para incluir estadísticas deportivas en vivo y "Fan Talk", que permite a los usuarios realizar un seguimiento y se unen a las conversaciones relativas a los programas de TV en Twitter.
HTC ha comprometido a ofrecer actualizaciones de firmware durante al menos dos años después de su lanzamiento. BlinkFeed, Galería, TV y aplicaciones Zoe, junto con un "HTC Service Pack", se empaquetan como aplicaciones en Google Play Store, lo que les permite actualizarse de forma independiente desde el propio firmware.

### Accesorios
HTC dio a conocer un "Dot View Case" para el nuevo One durante su conferencia de prensa. La versión de este flip case contiene una rejilla de agujeros, que permite un reloj, el tiempo, y las notificaciones de mensajes y llamadas en la pantalla debajo de la pantalla que se muestran a través de los agujeros en un estilo parecido a una pantalla de matriz de puntos.

## Variantes

### Google Play Edition
Una Google Play Edition del M8 también fue lanzada. Mientras ejecuta Android stock sin HTC Sense, aún contiene el software de HTC para apoyar ciertas características, como una aplicación "HTC Photo Edit" para su uso con la cámara Duo, y Motion Launch, y seleccionando las aplicaciones de HTC Sense que se pueden descargar a través de Google Play Store.

### HTC One (E8)
El HTC One E8 (conocido como HTC One M8 Vogue edition en China) fue anunciado por primera vez el 29 de mayo de 2014. Se trata de una variante más barata del M8 con especificaciones de hardware similares, incluyendo la pantalla de 5 pulgadas 1080p y el SoC Snapdragon 801 a 2,5 GHz, pero con una cámara trasera de 13 megapíxeles y un cuerpo unibody de plástico.

### One (M8) for Windows
El 18 de agosto de 2014, HTC y Verizon Wireless anunciaron una nueva variante del dispositivo conocido como el HTC One (M8) for Windows, que ejecuta Windows Phone 8.1 Update 1 en lugar de Android, marcando el primer dispositivo Windows Phone de HTC desde 2012. Su hardware es casi idéntico a la versión de Android, además de las diferencias de menor importancia tales como colores (que sólo está disponible en gris oscuro) y la marca. El dispositivo viene con varias aplicaciones desarrolladas por HTC para proporcionar características Sense en Windows Phone, tales como ports de BlinkFeed, Sense TV y Video Highlights, una aplicación de cámara HTC para el uso de la cámara Duo y sus efectos de mapeo de profundidad, soporte para el Dot View Case y un doble toque en la pantalla para despertarla.
El desarrollo de el M8 para Windows fue posible gracias a los cambios en la plataforma Windows Phone de Microsoft para permitir una mayor flexibilidad y variación en diseños de hardware, como el soporte para los botones que aparecen en pantalla. Estos cambios hicieron teóricamente posible para los OEM reutilizar los diseños de hardware de los dispositivos Android para su uso como parte de un dispositivo Windows Phone. El presidente de HTC Americas Jason Mackenzie argumentó que con el M8 for Windows, HTC fue el primer fabricante de teléfonos inteligentes en lanzar un dispositivo icónico con varios sistemas operativos sin compromisos".

## Recepción
La versión Android del HTC One de segunda generación recibió muchas críticas positivas. El diseño industrial del nuevo One fue considerado como más "premium" que el modelo anterior, y más cómodo de sostener debido a su forma más curva. David Pierce de The Verge describe el diseño como "una mezcla maravillosamente rara entre la belleza del modelo anterior y la utilidad descarada de un teléfono como el Galaxy S4. Está hecho para ser visto, para tener miradas lascivas y admirado, pero es también hecho para ser utilizado". Sin embargo, algunos críticos sintieron que su chasis más redondeado y pulido hizo que el dispositivo se sienta más resbaladizo para mantenerlo, y los bordes curvos lo hacen más difícil de agarrar; algunos también criticaron el aumento de la altura del dispositivo. Ars Technica también criticaron a HTC por no aprovechar el desplazamiento de los botones a la pantalla para reducir el tamaño del bisel del dispositivo, y señaló que no se quitó la banda negra debajo de la pantalla donde estaban los botones físicos en la versión anterior.
Al igual que en el modelo anterior, la cámara del dispositivo recibió críticas mixtas. Si bien recibió elogios por sus capacidades en condiciones de poca luz, un autoenfoque más rápido, junto con las actualizaciones de software de la cámara de HTC, la cámara fue criticada por no mostrar ninguna mejora notable en la calidad de imagen respecto al modelo anterior, produciendo imágenes de aspecto suave que sólo parecían aceptables en los tamaños pequeños debido a la reducción de ruido agresivo y procesamiento de software inadecuados. Sin embargo, Engadget elogió el enfoque de HTC en "selfies" con sus 5 megapíxeles en la cámara frontal, y The Verge bromeó que incluso su "máquina definitiva de selfies" toma mejores fotos que la cámara principal en muchas situaciones. La funcionalidad de la Duo cámara ha recibido una reacción de manera similar; mientras que los críticos consideraron que los efectos podrían ser considerados divertidos y útiles para los usuarios finales, los mismos (en particular el efecto de reenfoque) fueron criticados por no tener ningún efecto positivo en la calidad general de la imagen, y por tener ellos mismos una calidad desigual. Ars Technica los consideraba específicamente como "trucos mal ejecutados". Anand Lal Shimpi de AnandTech elogió la apariencia del dispositivo, Sense 6.0, y la mejor eficiencia energética con el Snapdragon 801. Anand también elogió la aplicación de la cámara y la interfaz de usuario, así como los efectos de procesamiento, tales como las funciones de zoom y desenfoque, que indica que el dispositivo era "un shooter muy versátil", pero señaló deficiencias, tales como la calidad de imagen inadecuada y la falta estabilizador de imagen. En última instancia, declaró que el nuevo HTC One "es una mejora en muchas áreas, pero carece de un importante paso adelante en la calidad de la cámara primaria".